# Psolos fuligo
Psolos fuligo, thường được biết đến với tên the Coon, là một loài bướm thuộc họ Bướm nhảy.
The larvae are known to feed on Marantha arundinacea and Schumannianthus virgatus.

## Hình ảnh

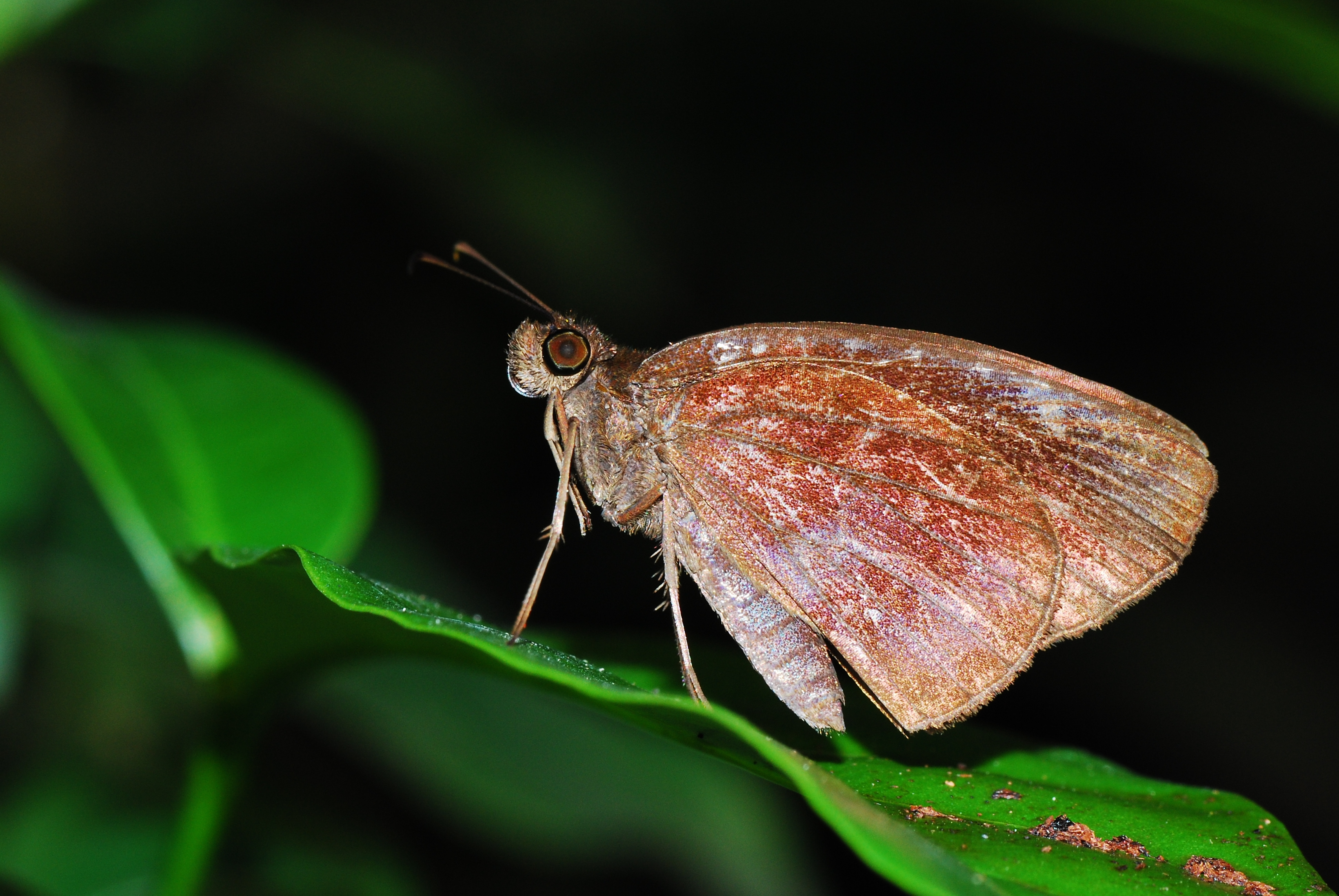
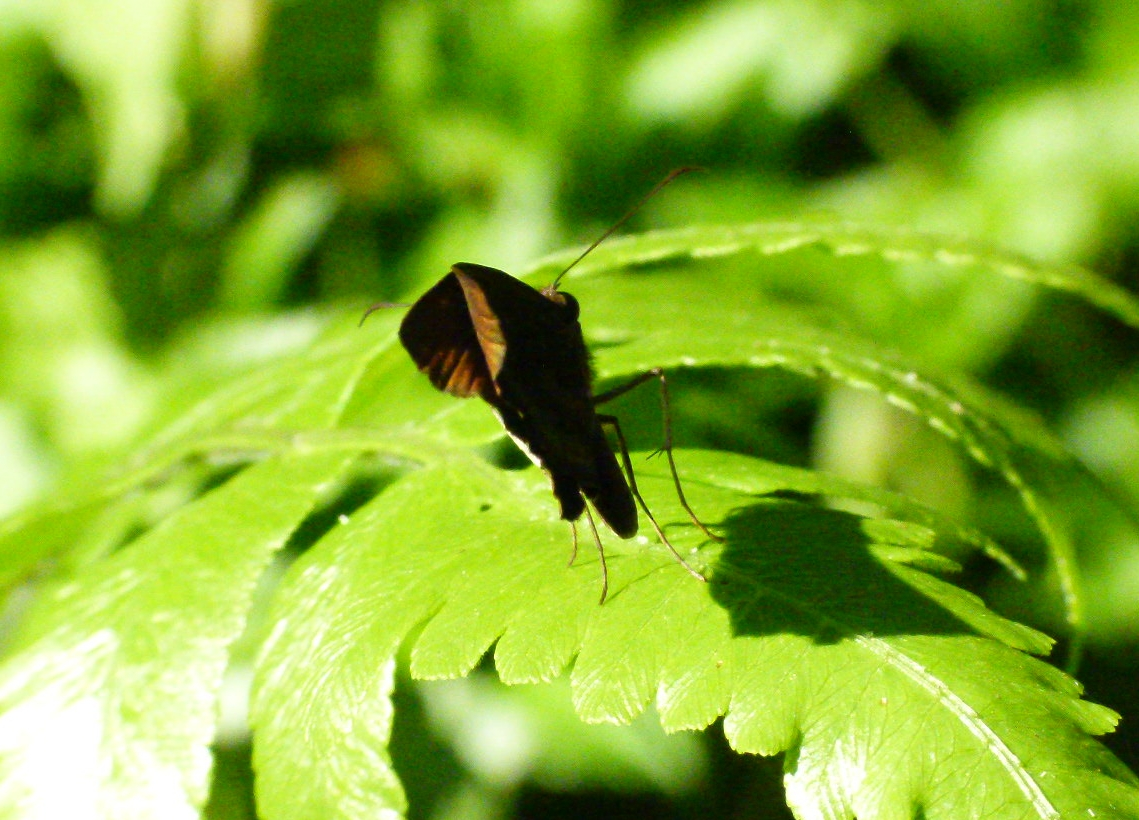
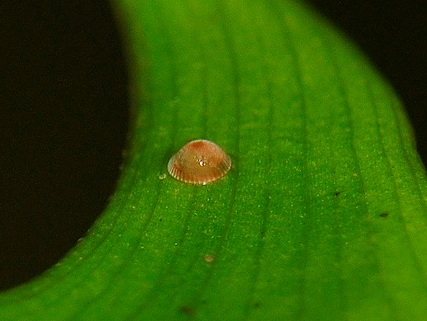
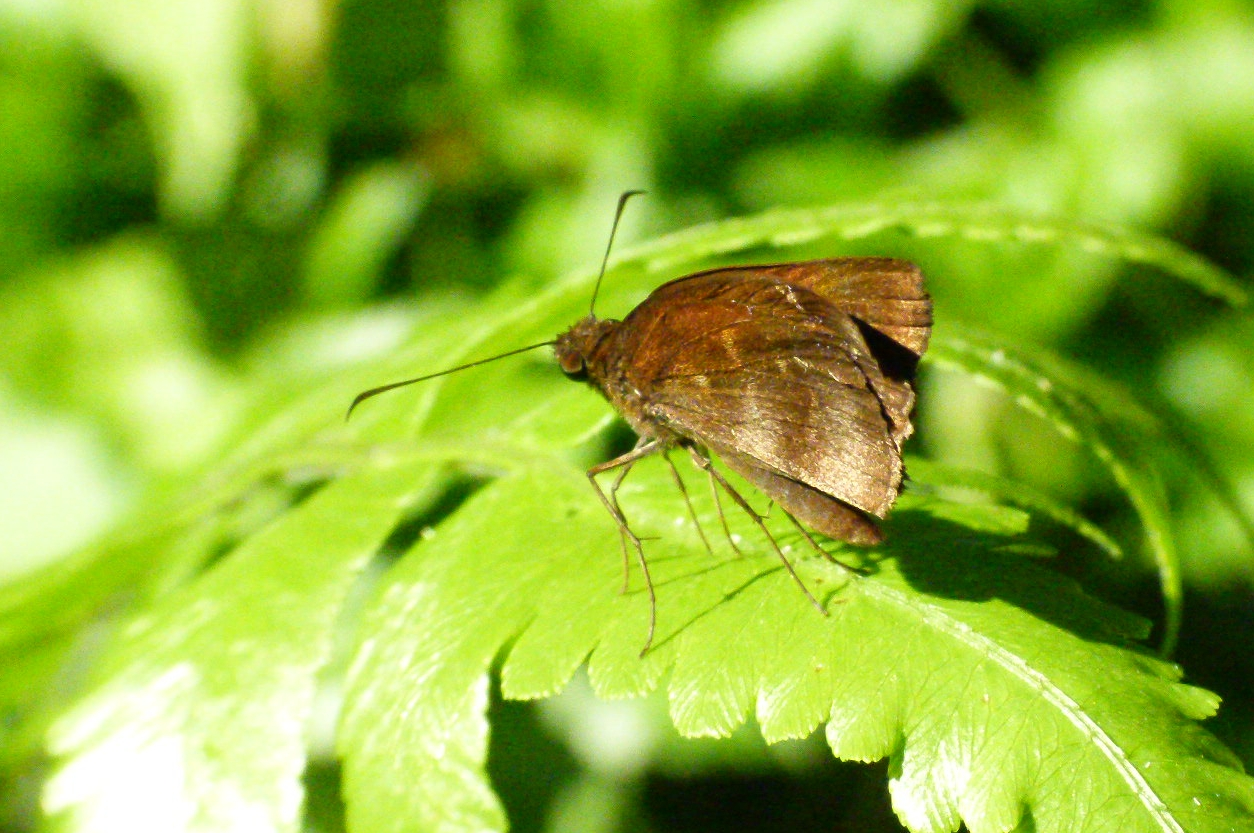